# Hartwig von Rheden

Hartwig von Rheden (ca. 1938)

Hartwig von Rheden (* 17. Dezember 1885 in Rheden; † 19. Oktober 1957 in Göttingen) war ein deutscher Politiker (NSDAP) und SA-Führer.

## Leben und Wirken

### Leben bis 1930
Von Rheden entstammte einer alteingesessenen, evangelischen Adelsfamilie aus Niedersachsen. Sein Vater war August von Rheden (1853–1907), Besitzer des Familiengutes Rheden bei Gronau und erster Vorsitzender der Landwirtschaftskammer von Hannover. In seiner Jugend besuchte Rheden die Volksschule, danach ein Gymnasium in Goslar. Später studierte er Landwirtschaft an der Universität Göttingen. Nach dem Studium bewirtschaftete er das elterliche Gut. Die Jahre 1911/12 verbrachte Rheden in Deutsch-Ostafrika.
Von 1914 bis 1918 nahm Rheden als Offizier der Reserve mit dem 1. Garde-Ulanen-Regiment am Ersten Weltkrieg teil. Nach dem Krieg wurde er stellvertretender Vorsitzender der Landwirtschaftskammer für die Provinz Hannover.

### Leben von 1930 bis 1945
Zum 1. April 1930 trat von Rheden der NSDAP bei (Mitgliedsnummer 234.290). In der Landesorganisation der NSDAP für den Gau Südhannover-Braunschweig wurde er im November 1931 zum landwirtschaftlichen Gaufachberater der NSDAP des Agrarpolitischen Apparates ernannt, wobei nicht zuletzt seine Freundschaft zu Richard Walther Darré, dem führenden Agrarpolitiker der NSDAP, eine Rolle gespielt haben dürfte. Dieses Amt hatte er bis 1945 inne.
1931 wurde Hartwig von Rheden Mitglied der Sturmabteilung (SA), in der er seit dem 1. Oktober 1931 den Rang eines SA-Sturmführers innehatte. Am 20. April 1936 wurde er SA-Standartenführer, am 1. Mai 1937 SA-Oberführer und schließlich am 30. Januar 1939 SA-Brigadeführer.
Bei der Reichstagswahl vom März 1933 wurde von Rheden als Kandidat der NSDAP für den Wahlkreis 16 (Südhannover-Braunschweig) in den Reichstag gewählt, dem er zunächst bis zu den Wahlen vom November desselben Jahres angehörte. Danach schied er für zweieinhalb Jahre aus dem Parlament aus. Im März 1936 kehrte er als Vertreter seines alten Wahlkreises in den nunmehr parlamentarisch bedeutungslosen nationalsozialistischen Reichstag zurück, dem er fortan ohne Unterbrechung bis zum Ende der NS-Herrschaft im Mai 1945 angehörte. Während seiner Abgeordnetenzeit beteiligte sich Rheden u. a. bei der Verabschiedung des Ermächtigungsgesetzes im März 1933, für das er mit seiner Stimme eintrat. Außerdem war er 1933 Mitglied des Provinziallandtages der Provinz Hannover. Von Juli 1933 bis 1945 war er Landesbauernführer der Landesbauernschaft Niedersachsen (später Hannover); zugleich Gauamtsleiter des Amtes für Agrarpolitik im Gau Südhannover-Braunschweig sowie Mitglied im Reichsbauernrat und stellvertretender Vorsitzender des Landlieferungsverbandes Hannover.
Von Mai 1941 bis Dezember 1942 war Rheden als Kriegsverwaltungsvizechef Leiter der Gruppe Ernährung und Landwirtschaft beim Militärbefehlshaber für Belgien und Nordfrankreich. 1942 wurde er als Landesbauernführer in Niedersachsen durch Heinrich Baxmann abgelöst. Nach anderen Angaben blieb er bis 1945 Landesbauernführer.
Er war mit der Politikerin Hildegard von Rheden verheiratet, ebenfalls Parteimitglied und aktive Nationalsozialistin. Als Initiatoren des Reichserntedankfests auf dem Bückeberg wurde das Paar im Volksmund spöttisch Blubo und Brausi genannt (für Blut & Boden und Brauchtum & Sitte).

## Schriften
- Bauerntum und völkische Erneuerung. Bund der Großdeutschen, Berlin 1927. Wurde in der DDR auf die Liste der auszusondernden Literatur gesetzt.[7]
- Das Werden des deutschen Bauernstandes. Bund der Großdeutschen, Berlin 1927. Wurde in der DDR auf die Liste der auszusondernden Literatur gesetzt.[7]
- Ländliche Siedlung oder Neubildung deutschen Bauerntums? In: Odal. Monatsschrift für Blut und Boden, Jg. 3, 1934, Heft 6, S. 432–440.
- „Zehn Jahre National-Sozialistische Agrarpolitik“, in: National-Sozialistische Monatshefte, Januar 1943, S. 43ff.